# Przełom Wisły w Małopolsce
Przełom Wisły w Małopolsce este o arie protejată (sit de importanță comunitară — SCI) din Polonia întinsă pe o suprafață de 15.170,88 ha, integral pe uscat.

## Localizare
Centrul sitului Przełom Wisły w Małopolsce este situat la coordonatele 51°06′37″N 21°47′28″E / 51.1103°N 21.7912°E.

## Înființare
Situl Przełom Wisły w Małopolsce a fost declarat sit de importanță comunitară în august 2007 pentru a proteja 3 specii de plante și 18 specii de animale.

## Biodiversitate
Situată în ecoregiunea continentală, aria protejată conține 10 habitate naturale: Lacuri eutrofice naturale cu vegetație de tip Magnopotamion sau Hydrocharition, Râuri cu maluri nămoloase cu vegetație de Chenopodion rubri p.p. și Bidention p.p., Pajiști calcaroase din nisipuri xerice, Pajiști uscate seminaturale și facies de acoperire cu tufișuri pe substraturi calcaroase (Festuco-Brometalia) (* situri importante pentru orhidee), Liziere de ierburi înalte hidrofile de câmpie și de nivel montan până la alpin, Pajiști aluvionare inundabile, de Cnidion dubii, Fânețe de joasă altitudine (Alopecurus pratensis, Sanguisorba officinalis), Păduri de stejar și carpen Galio-Carpinetum, Păduri aluvionare cu Alnus glutinosa și Fraxinus excelsior (Alno-Padion, Alnion incanae, Salicion albae), Păduri stepice euro-siberiene cu Quercus spp..
La baza desemnării sitului se află mai multe specii protejate:
- plante (3): Angelica palustris, papucul doamnei (Cypripedium calceolus), Thesium ebracteatum
- amfibieni (1): buhai de baltă cu burta roșie (Bombina bombina)
- mamifere (6): liliac cârn (Barbastella barbastellus), castor (Castor fiber), vidră de râu (Lutra lutra), liliac cu urechi mari (Myotis bechsteinii), liliac de iaz (Myotis dasycneme), liliac comun (Myotis myotis)
- nevertebrate (6): albilița portocalie (Colias myrmidone), libelule (Leucorrhinia pectoralis), fluturele purpuriu (Lycaena dispar), Ophiogomphus cecilia, Phengaris nausithous, Phengaris teleius
- pești (4): avat (Aspius aspius), zvârluga (Cobitis taenia), țipar (Misgurnus fossilis), boarță (Rhodeus amarus)
- reptile (1): țestoasa de baltă (Emys orbicularis)